# Флоренко, Алексей Васильевич
Алексей Васильевич Флоренко (1922—1944) — участник Великой Отечественной войны, командир огневого взвода 280-го гвардейского истребительно-противотанкового артиллерийского полка (3-я гвардейская истребительно-противотанковая артиллерийская бригада, 65-я армия, 1-й Белорусский фронт), гвардии младший лейтенант. Герой Советского Союза.

## Биография
Родился 7 февраля 1922 года на хуторе Бакай ныне Чертковского района Ростовской области в крестьянской семье. Русский.
Вместе с родителями в 1931 году переехал на Урал в посёлок Байдач Чердынского района Пермской области. Начиная с седьмого класса — учился в Ныробской средней школе, где окончил 10 классов. Активно участвовал в школьной жизни, увлекался спортом. В период летних каникул работал на лесосплаве. В 1941 году, в день своего рождения — вступил в члены ВЛКСМ. После окончания средней школы работал в колхозе и на лесозаготовках.
В ноябре 1941 года был призван Чердынским райвоенкоматом в Красную Армию. На фронте Великой Отечественной войны с 1942 года. В 1944 году окончил 1-е Пензенское артиллерийское училище противотанковой артиллерии.
Воевал на Волховском и Белорусском фронтах. Был награждён орденом Красной Звезды. К лету 1944 года гвардии младший лейтенант Алексей Флоренко командир огневого взвода истребительно-противотанкового артиллерийского полка. Особо отличился в боях за освобождение Белоруссии и Польши. 30 июня 1944 года взвод гвардии младшего лейтенанта Флоренко в числе первых форсировал реку Свислочь у села Лапичи (Осиповичский район Могилевской области Белоруссии). За трое суток взвод отразил 18 контратак противника, чем способствовал удержанию плацдарма. Офицер Флоренко грамотно организовал круговую оборону, в рукопашной схватке с прорвавшимися на позиции гитлеровцами был ранен. 25 июля в бою на рубеже населенных пунктов Малинники—Григоровцы (Польша) в критический момент боя бросился под вражеский танк с гранатой.
Похоронен на воинском кладбище в городе Хайнувка Подляского воеводства Польши.

## Память
- В 1966 году родители Алексея — Василий Минаевич и Клавдия Николаевна — по приглашению польских товарищей посетили могилу сына. Они присутствовали на торжественном открытии бюста А. В. Флоренко и на церемонии присвоения польской школе его имени.
- Именем Героя названы улица и школа[1] в посёлке Ныроб. Также его имя носила комсомольская и пионерская организации школы в посёлке.
- В Ныробской школе создан музей, носящий имя Флоренко[2].
- Также именем Флоренко в СССР была названа самоходная баржа.

## Награды
- Указом Президиума Верховного Совета СССР от 25 сентября 1944 года за образцовое выполнение боевых заданий командования на фронте борьбы с немецко-фашистскими захватчиками и проявленные при этом мужество и героизм гвардии младшему лейтенанту Флоренко Алексею Васильевичу присвоено звание Героя Советского Союза посмертно.
- Награждён орденами Ленина и Красной Звезды.